# SK 슬라비아 프라하
SK 슬라비아 프라하(체코어: Sportovní klub Slavia Praha, [ˈslaːvɪja ˈpraɦa]))는 프라하를 연고로 하는 체코의 축구 클럽이다. 1993년에 분리 독립한 이후로, 두 번째로 가장 좋은 성적을 내고 있는 체코내 축구팀이다.
슬라비아 프라하와 AC 스파르타 프라하간의 경기는 프라하 더비로 유명하며, 체코 축구에서 가장 중요한 더비이다.
홈구장은 포르투나 아레나이다. 1892년 창단되었다.

## 선수 명단

### 현역
참고: FIFA 자격 규정에 따라 소속된 국가대표팀 국기를 표시합니다. 선수는 복수의 FIFA 비회원국 국적을 가지고 있을 수 있습니다.
| 번호 | 포지션 | 국적 | 이름      |
| ---- | ------ | ---- | --------- |
| 18   | DF     | 체코 | 얀 보르질 |

| 번호 | 포지션 | 국적 | 이름 |
| ---- | ------ | ---- | ---- |

## 역대 감독
| 감독        | 임기        |
| ----------- | ----------- |
| 요제프 비찬 | 1954 ~ 1956 |